# کلاود چمبر
کلاود چمبر (به انگلیسی: Cloud Chamber) یک شرکت توسعه‌دهنده بازی ویدئویی آمریکایی در نوواتو، کالیفرنیا، به همراه یک استودیو در مونترآل، کبک است. در ۹ دسامبر ۲۰۱۹، این شرکت توسط کلی گیلمور به‌عنوان زیرمجموعه‌ای از ۲کی گیمز تأسیس شد. این شرکت در حال حاضر مشغول کار بر روی مرحله جدیدی در مجموعه بایوشاک است.

## بازی‌ها
| سال     | عنوان                         | پلتفرم(ها) |
| ------- | ----------------------------- | ---------- |
| نامعلوم | بازی بدون‌عنوان از سری بایوشاک | نامعلوم    |